# Північний Танимас
Півні́чний Танима́с — гірський хребет в Таджикистані. Відноситься до гірської системи Паміру.
Простягається із заходу на схід між долинами річок Баландкіїк на півночі та Танимас на півдні. На заході з'єднується з хребтом Академії Наук, на сході — із хребтом Зулумарт. На заході вкритий льодовиками. Найвища точка — пік Горбунова (6030 м).
| Таджикистан | Це незавершена стаття з географії Таджикистану. Ви можете допомогти проєкту, виправивши або дописавши її. |